# کروناویروس سندرم حاد تنفسی
کروناویروس سندرم حاد تنفسی (به انگلیسی: Severe acute respiratory syndrome coronavirus) (SARS-CoV یا SARS-CoV-1)، عامل بیماری سارس و نام یک زیرگونه از گونه کروناویروس مرتبط با نشانگان حاد تنفسی (SARSr-CoV) است.